# Oris biokemije
Naslednji oris je na voljo kot pregled in tematski vodnik po biokemiji:
Biokemija – preučevanje kemičnih procesov v živih organizmih, vključno z živo snovjo. Biokemija vlada vsem živim organizmom in življenjskim procesom.
- Testiranje
  - Amesov test – bakterije salmonele so izpostavljene zadevni kemikaliji (na primer aditiv za živila ) in merijo spremembe v načinu rasti bakterij. Ta test je uporaben za pregled kemikalij, da ugotovimo, ali mutirajo strukturo DNK torej ali lahko povzročijo raka pri ljudeh.
  - Test nosečnosti – pri enem se uporabi vzorec urina, pri drugem pa vzorec krvi. Oba zaznavata prisotnost hormona humanega horionskega gonadotropina (hCG). Ta hormon proizvede posteljica kmalu po implantaciji zarodka v stene maternice in se kopiči.
  - Presejanje raka dojke – prepoznavanje tveganja s testiranjem mutacij v dveh genih — genu za rak dojke-1 (BRCA1) in genu za rak dojke-2 (BRCA2) — omogoča ženski, da načrtuje povečane presejalne teste pogosteje kot na splošno prebivalstvo.
  - Prenatalno genetsko testiranje – testiranje ploda na morebitne genetske okvare, za odkrivanje kromosomskih nepravilnosti, kot je Downov sindrom, ali prirojenih napak, kot je spina bifida.
  - PKU test – Fenilketonurija (PKU) je presnovna motnja, pri kateri posamezniku manjka encim, imenovan fenilalanin hidroksilaza. Odsotnost tega encima omogoča kopičenje fenilalanina, kar lahko povzroči duševno zaostalost.
- Genetski inženiring – vzeti gen iz enega organizma in ga namestiti v drugega. Biokemiki so v bakterije vstavili gen za človeški insulin. Bakterije s procesom prevajanja ustvarjajo humani insulin.
- Kloniranje – ovca Dolly je bila prvi sesalec, kloniran iz celic odraslih živali. Klonirana ovca je bila seveda genetsko enaka prvotni odrasli ovci. Ta klon je bil ustvarjen tako, da so vzeli celice iz vimena šestletne ovce in jih gojili v laboratoriju.
- Genska terapija – v organizem se vstavi spremenjen ali zdrav gen, ki nadomesti gen, ki povzroča bolezen. Običajno se virus, ki je bil spremenjen za prenašanje človeške DNK, uporablja za dostavo zdravega gena v ciljne celice bolnika. Ta postopek je bil prvič uspešno uporabljen leta 1990 na štiriletnem bolniku, ki mu je manjkal imunski sistem zaradi redke genetske bolezni, imenovane huda kombinirana imunska pomanjkljivost (SCID).

## Veje biokemije
- Biokemija živali
- Rastlinska biokemija
- Presnova
- Enzimologija

### Druge veje
Biotehnologija, Bioluminiscenca, Molekularna kemija, Encimska kemija, Genetski inženiring, Farmacija, Endokrinologija, Nevrokemija, Hematologija, Prehranska biokemija, Fotosinteza, Okoljska biokemija, Toksikologija

## Splošni koncepti biokemije
- Glavne kategorije biospojin:
  - Ogljikovi hidrati: sladkor – disaharid – polisaharid – škrob – glikogen
  - Lipidi: maščobne kisline – maščobe – eterična olja – olja – voski – holesterol
  - Nukleinska kislina : DNA – RNA – mRNA – tRNA – rRNA – kodon – adenozin – citozin – gvanin – timin – uracil
  - Beljakovine:
    - aminokislina – glicin – arginin – lizin
    - peptid – primarna struktura – sekundarna struktura – terciarna struktura – konformacija – zvijanje proteina
- Kemijske lastnosti:
  - molekulska vez – kovalentna vez – ionska vez – vodikova vez – ester – etil
  - molekularni naboj – hidrofilno – hidrofobno – polarno
  - pH – kislo – bazično – bazično
  - oksidacija – redukcija – hidroliza
- Strukturne spojine:
  - V celicah: flagelin – peptidoglikan – mielin – aktin – miozin
  - Pri živalih: hitin – keratin – kolagen – svila
  - Pri rastlinah: celuloza – lignin – celična stena
- Encimi in aktivnost encimov:
  - encimska kinetika – inhibicija encimov
  - proteoliza – ubikvitin – proteasom
  - kinaza – dehidrogenaza
- Membrane: model fluidnega mozaika – difuzija – osmoza
  - fosfolipidi – glikolipid – glikokaliks – antigen – izopren
  - ionski kanal – protonska črpalka – transport elektronov – ionski gradient – antiporter – simporter – kinon – riboflavin
- Energijske poti :
  - pigmenti: klorofil – karotenoidi – ksantofil – citokrom – fikobilin – bakteriorodopsin – hemoglobin – mioglobin – absorpcijski spekter – akcijski spekter – fluorescenca
  - fotosinteza: svetlobna reakcija – temna reakcija
  - Fermentacija: Acetil-CoA – mlečna kislina
  - Celično dihanje: Adenozin trifosfat (ATP) – NADH – piruvat – oksalat – citrat
  - Kemosinteza
- Uredba
  - hormoni: avksin
  - signalna transdukcija – rastni faktor – transkripcijski faktor – protein kinaza – domena SH3
  - Motnje v delovanju : tumor – onkogen – tumor supresorski gen
  - Receptorji : Integrin – transmembranski receptor – ionski kanal
- Tehnike : elektroforeza – kromatografija – masna spektrometrija – rentgenska difrakcija – Southern blot – frakcioniranje – barvanje po Gramu – površinska plazmonska resonanca – mikroskalna termoforeza

## Biokemijske tehnike

### Molekularna genetika
- Sekvenciranje DNK
- Polimerazna verižna reakcija
- Northern blotting
- Southernov prenos
- Fuzijski proteini
- DNK mikromreža
- Bioinformatika
- Pretočna citometrija

### Čiščenje beljakovin
- Western blotting
- Kromatografija
- ELISA

### Strukturna določitev
- Rentgenska kristalografija
- Jedrska magnetna resonanca NMR
- Elektronska mikroskopija
- Molekularna dinamika
- Masna spektrometrija
- Izotopsko označevanje